# Leptodon
Leptodon Sundevall, 1836 è un genere di uccelli della famiglia degli Accipitridi comprendente due sole specie, entrambe diffuse nel Nuovo Mondo.

## Tassonomia
Il genere comprende due specie:
- Leptodon cayanensis (Latham, 1790) - nibbio testagrigia;
- Leptodon forbesi (Swann, 1922) - nibbio dal collare bianco.

## Descrizione
Hanno la testa grigia, il dorso nero e il ventre bianco.

## Distribuzione e habitat
Il nibbio testagrigia è molto diffuso: il suo areale, infatti, va dal Messico orientale e da Trinidad fino al Perù, alla Bolivia e all'Argentina settentrionale. Il nibbio dal collare bianco, invece, è un uccello rarissimo e sopravvive solamente in un'esigua regione del Brasile nord-orientale.